# Bielabach
Der Bielabach, auch kurz Biela, ist ein etwa 14 km langer, rechter Nebenfluss der Flöha bei Olbernhau im sächsischen Erzgebirge.

## Geographie

### Verlauf

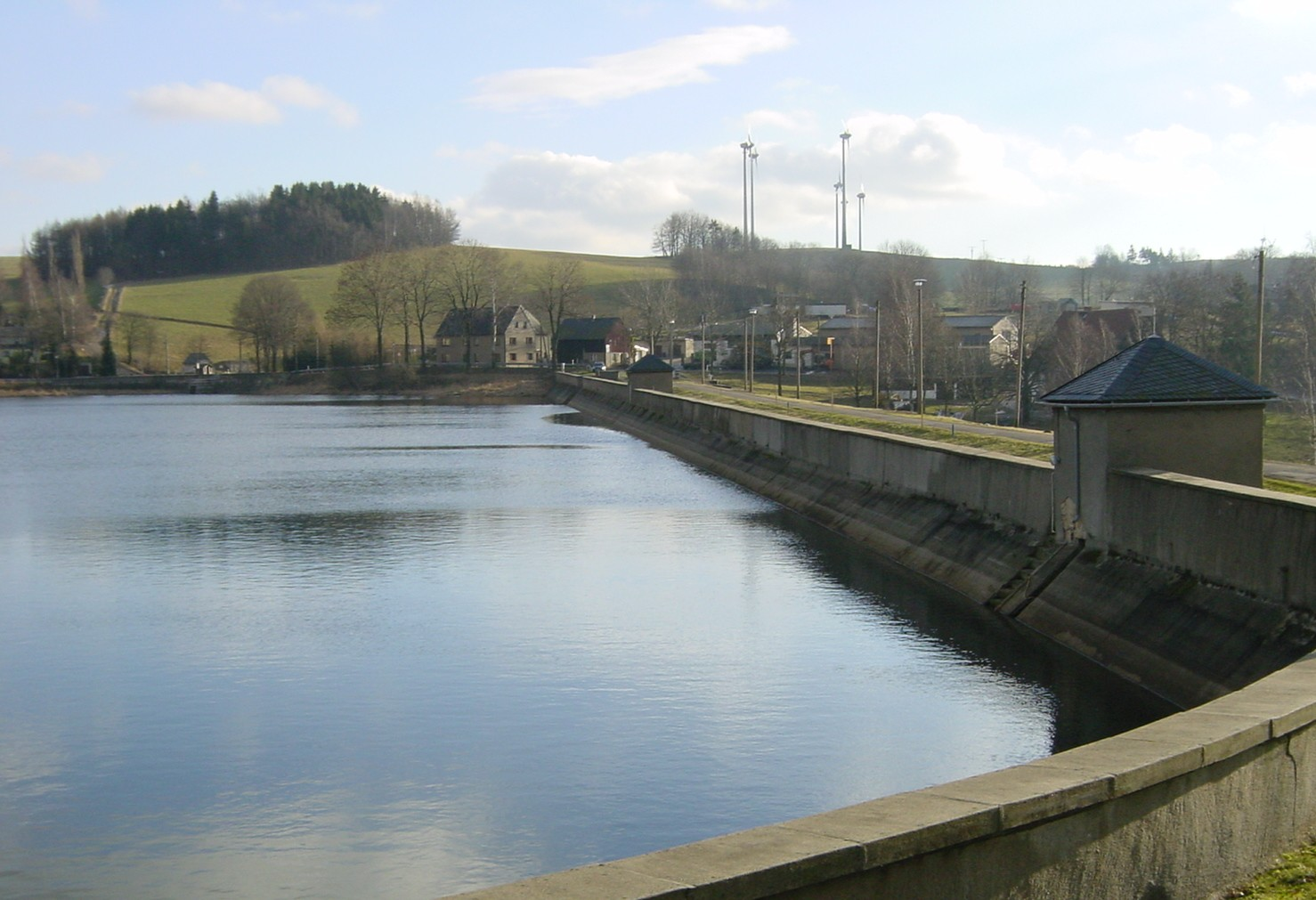
Im Oberlauf wird der Bielabach zum Dittmannsdorfer Teich aufgestaut.

Der Bach bildet sich aus drei vernässten Quellmulden zwischen Pilsdorf und Sayda. Die mittlere am Forsthaus Schönhaide wird hierbei als Hauptquelle angesehen. Über Ullersdorf – dieses Teilstück wird auch als Ullersdorfer Bach bezeichnet – fließt der Bach Richtung Südwesten nach Dittmannsdorf. Dort wird er zum Dittmannsdorfer Teich angestaut. Der 11 Hektar große Kunstteich wurde zwischen 1826 und 1828 angelegt, um den Bedarf an Aufschlagwasser im Bergrevier von Brand zu decken. Hierzu kann unterhalb der Staumauer Wasser in das Kunstgrabensystem der Revierwasserlaufanstalt Freiberg (obere Wasserversorgung) eingespeist werden.
Der Bach fließt dann in einem breiten Tal weiter nach Schönfeld und Pfaffroda, das sich in einem Nebental den Hang hinauf erstreckt. Mit dem Schönfelder Teich und dem Schlossteich gibt es hier zwei kleinere Standgewässer. Unterhalb von Pfaffroda hat der Bach ein bis zu 100 m tiefes Kerbsohlental eingeschnitten. Besonders auffällig ist das Gleichgewicht zwischen Erosion und Sedimentation, das zu einem mäandrierenden Verlauf des Baches führt.
Bei Hallbach nimmt er von rechts den Hallbacher Dorfbach. Hier nimmt der Bach einen bemerkenswerten Verlauf: wie auch der Bärenbach und andere Bäche am Osthang des Flöhatals macht er kurz vor der Flöha einen deutlichen Knick nach Süden, also entgegen der Neigung der Erzgebirgs-Pultscholle. Die Ursache könnte tektonischer Art sein oder mit den dort vorkommenden Rotliegend-Sedimenten zusammenhängen.
Kurz vor der Mündung teilt die mittlerweile breite Aue des Baches die Olbernhauer Ortsteile Kleinneuschönberg (westlich) und Niederneuschönberg (östlich). Hier kann das Wasser auf drei Wegen in die Flöha gelangen. Ein Hochwasserabschlag ermöglicht es, das Wasser auf kurzem Weg in die Flöha abzuführen. Der natürliche, mittlerweile begradigte Verlauf führt ihn parallel zur Flöha in der breiten Olbernauer Talwanne noch etwa 1,5 km bis nach Blumenau. Nördlich wurde ein Ableitungsgraben angelegt, der Teil des Entwässerungssystems für die Torfstiche bei Reukersdorf war und noch einmal etwa 1,5 km weiter führt. Diese bis zu 4 m mächtigen Torflager wurden noch bis 1979 abgebaut.

### Zuflüsse und Seen
- Liste der Zuflüsse und  Seen von der Quelle zur Mündung. Auswahl.

- Durchfließt den Dittmannsdorfer Teich bei Dittmannsdorf
- Lichtenhainer Bach, von links und Süden in den vorigen
- Becherbach, von rechts und Norden in den rechten Teilungsarm in Dittmannsdorf
- Speist und entwässert den Schönfelder Teich oder Hofteich in Pfaffroda
- Speist und entwässert den Mühlteich oder Schlossteich in Pfaffroda
- Sattelbach, von rechts und Nordnordosten vor Pfaffroda
- Im Mündungswinkel zum nächsten liegen die Hallbacher Fischteiche
- Geißelbach, von links und Osten vor Hallbach
- Hallbacher Dorfbach, von rechts und Nordnordosten in Hallbach

## Name
Der im sächsisch-böhmischen Erzgebirge häufige Name leitet sich vom obersorbischen „bely, bela“ = weiß ab, was auf die Reinheit des Wassers hinweist.

## Besonderheiten
Am unteren Teilstück zwischen Hallbach und Kleinneuschönberg standen mehrere Öl-, Mahl- und Brettmühlen.
Große Teile des Bielabaches sind unter Schutz gestellt. Der aufgestaute Dittmannsdorfer Teich ist Teil des FFH-Gebiets Freiberger Bergwerksteiche. Das teilweise tief eingeschnittene Teilstück ab Pfaffroda ist Teil des FFH-Gebiets Flöhatal. Ein etwa 1,6 km langes und etwa 15 Hektar umfassendes Teilstück zwischen Pfaffroda und Niederlochmühle  ist zusätzlich als Landschaftsschutzgebiet Bielatal (c 39) ausgewiesen.
Historisch sind kleine Bestände der Flussperlmuschel belegt.